# Getasrabi
Getasrabi is een bestuurslaag in het regentschap Kudus van de provincie Midden-Java, Indonesië. Getasrabi telt 10.831 inwoners (volkstelling 2010).